# Arthur Gore (7e comte d'Arran)
Pour les articles homonymes, voir Arthur Gore et Gore.
Arthur Paul John James Charles Gore, 7e comte d'Arran (31 juillet 1903 - 28 décembre 1958) titré « vicomte Sudley » (entre 1903 et 1958) est un homme politique et pair anglo-irlandais.

## Biographie
Il est né à St Pancras, Londres, le premier de deux fils du lieutenant-colonel Arthur Gore, 6e comte d'Arran et de Maud Jacqueline Marie Beauclerk, fille unique du 3e baron Huyssen van Kattendyke de Kattendijke, Zélande, Hollande. Il fait ses études au Winchester College et au New College d'Oxford. Lieutenant dans l'Essex Regiment, il sert comme aide de camp (1931-1932) de George Villiers, 6e comte de Clarendon, Gouverneur général d'Afrique du Sud. 
Surnommé «Pauly», il est l'auteur de William, ou More Loved than Loving, publié pour la première fois en 1933 par Collins, republié en 1956 par Chapman & Hall, dans une édition avec des illustrations d'Osbert Lancaster et une introduction par Evelyn Waugh. Il est traducteur de textes français et allemands. Sa traduction de Les Trois Mousquetaires, sous le nom de Lord Sudley, est publiée par Penguin en 1952. 
Il devient comte d'Arran des Île d'Arran à la mort de son père le 19 décembre 1958, mais n'a jamais pris son siège à la Chambre des lords. Il se suicide le 28 décembre 1958, neuf jours seulement après la mort de son père, à Poltimore, Devon. Âgé de 55 ans, il était célibataire et se serait suicidé parce qu'il était gay. 